# Rosemary Payne
Rosemary Payne (geb. Christine Rosemary Charters, in zweiter Ehe Chrimes; * 19. Mai 1933 in Kelso) ist eine britische Diskuswerferin.
Für Schottland startend wurde sie bei den British Empire and Commonwealth Games 1958 in Cardiff Zehnte und 1966 in Kingston Vierte.
Einem neunten Platz bei den Europameisterschaften 1969 in Athen folgte der Sieg bei den British Commonwealth Games 1970 in Edinburgh. 1971 schied sie bei den Europameisterschaften in Helsinki in der Qualifikation aus, und 1972 wurde sie Zwölfte bei den Olympischen Spielen in München.
Bei den British Commonwealth Games 1974 in Christchurch gewann sie Silber im Diskuswurf und wurde Siebte im Kugelstoßen. Im selben Jahr wurde sie bei den Europameisterschaften in Rom Elfte im Diskuswurf.
Als Seniorensportlerin stellte sie zahlreiche Altersklassenrekorde auf. Unter anderem erzielte sie 2013 in der Altersklasse W80 Weltbestleistungen im Hochsprung (1,10 m), im Kugelstoßen (9,50 m) und im Diskuswurf (24,18 m).
Ihre Ehe mit dem Hammerwerfer Howard Payne wurde geschieden.

## Bestleistungen
- Kugelstoßen: 14,67 m, 23. April 1974, Port Elizabeth
- Diskuswurf: 58,02 m, 3. Juni 1972, Birmingham